# Disque 78 tours
Pour les articles homonymes, voir Disque.

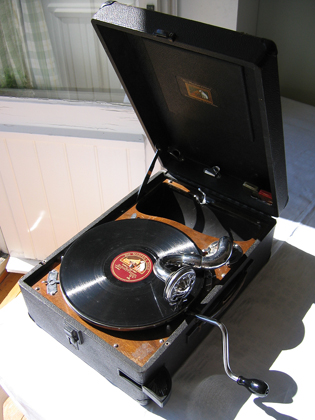
Phono-valise HMV 102 des années 1930, avec un disque 78 tours.

Le disque 78 tours est un disque phonographique d'un diamètre de 25 ou 30 cm le plus souvent, généralement couvert de gomme-laque noire, qui tourne à environ 78 tours par minute, dont chaque face peut contenir un enregistrement d'au plus 3 ou 5 minutes environ, respectivement. Il a été le principal support de diffusion de la musique enregistrée de la première moitié du XXe siècle.
Des gramophones mécaniques, dont certains modèles populaires ont été produits jusque dans les années 1950, permettaient de jouer ces disques. Pour la clientèle ayant l'électricité, des modèles à moteur électrique alimentés par le secteur ont été rapidement disponibles, qui sont à l'origine de la fixation de la vitesse à 78 tours par minute. Dans le courant des années 1920, peu après l'introduction de la triode, des cellules de lecture amplifiées électroniquement permettent d'augmenter le volume sonore et tout en réduisant l'usure tant des aiguilles que des disques.
Le disque microsillon a progressivement remplacé le 78 tours de 1948 à 1958 environ.

## Histoire

### Concurrence entre cylindre et disque

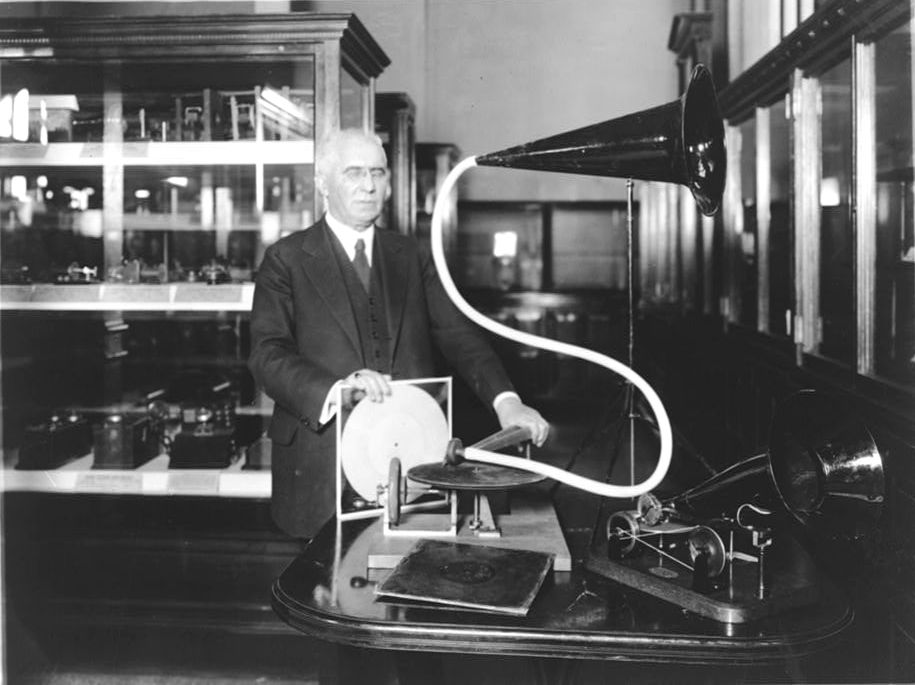
Emile Berliner avec son gramophone à enregistrer.

En 1887, Emile Berliner, savant allemand installé aux États-Unis, invente le gramophone, qui enregistre le son sur un disque plat. Il a pour avantage, par rapport au phonographe de Thomas Edison, enregistrant sur cylindre (le terme phonographe finira par désigner le gramophone), de pouvoir se reproduire facilement par pressage et de se ranger dans un plus petit espace,.
Les deux formats, cylindre et disque, coexistent au début des années 1900 avec un volume de ventes comparable — d’autant plus que, pendant les premières années, Berliner n’a vendu que des appareils simplifiés, avec des enregistrements sommaires,. Il publie en 1894 son premier catalogue de disques musicaux en enregistrant des chanteurs connus et fonde en 1898 sa société de production d'enregistrements musicaux, la Berliner Gramophone, dont la branche allemande de Hanovre, sera à l'origine de la compagnie Deutsche Grammophon.
Pendant ce temps, l'effort de la société de Thomas Edison, qui détenait le brevet initial du cylindre, conçu parallèlement par Charles Cros, se dirige principalement sur l'éclairage électrique. Charles Sumner Tainter améliore le procédé pour en faire un dictaphone, qui restera dominant sur ce marché jusqu'à l'enregistrement magnétique ; mais la diffusion d'enregistrements musicaux se fait sur disque. Les cylindres enregistrent au plus deux minutes ; les disques 12 pouces de Gramophone introduits en 1903, trois minutes et demie. En 1908, Columbia Records commence à produire des disques double face, appelés « Columbia Double disc records ». Dès cette année, les avantages du disque sont perçus comme décisifs.

### Essor de la musique enregistrée

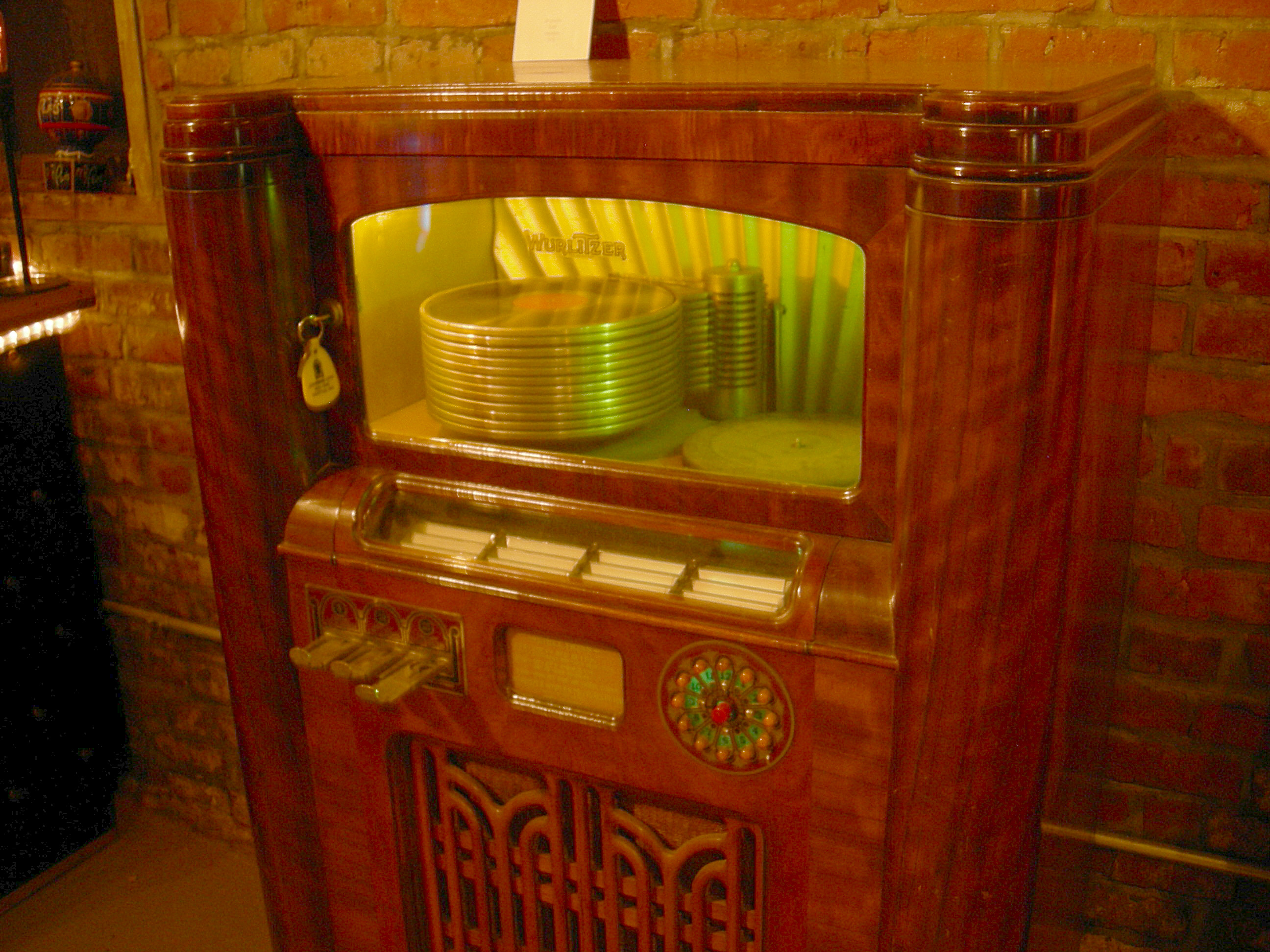
Vers 1938, un juxebox Wurlitzer contenant 12 disques 78 tours.

Fondée en 1901, la Victor Talking Machine Company, fabrique disques et appareils (Victrola). Elle élimine aux États-Unis la Berliner Gramophone (future PolyGram). Avant 1910, l'industrie produit plusieurs millions de disques par an. Les disques de gramophone enregistrés sont en vente en France dès le début du XXe siècle. On offre aussi un disque avec la voix de l'acquéreur, à réaliser à l'atelier. Un catalogue de disques de musique est disponible dès 1903.

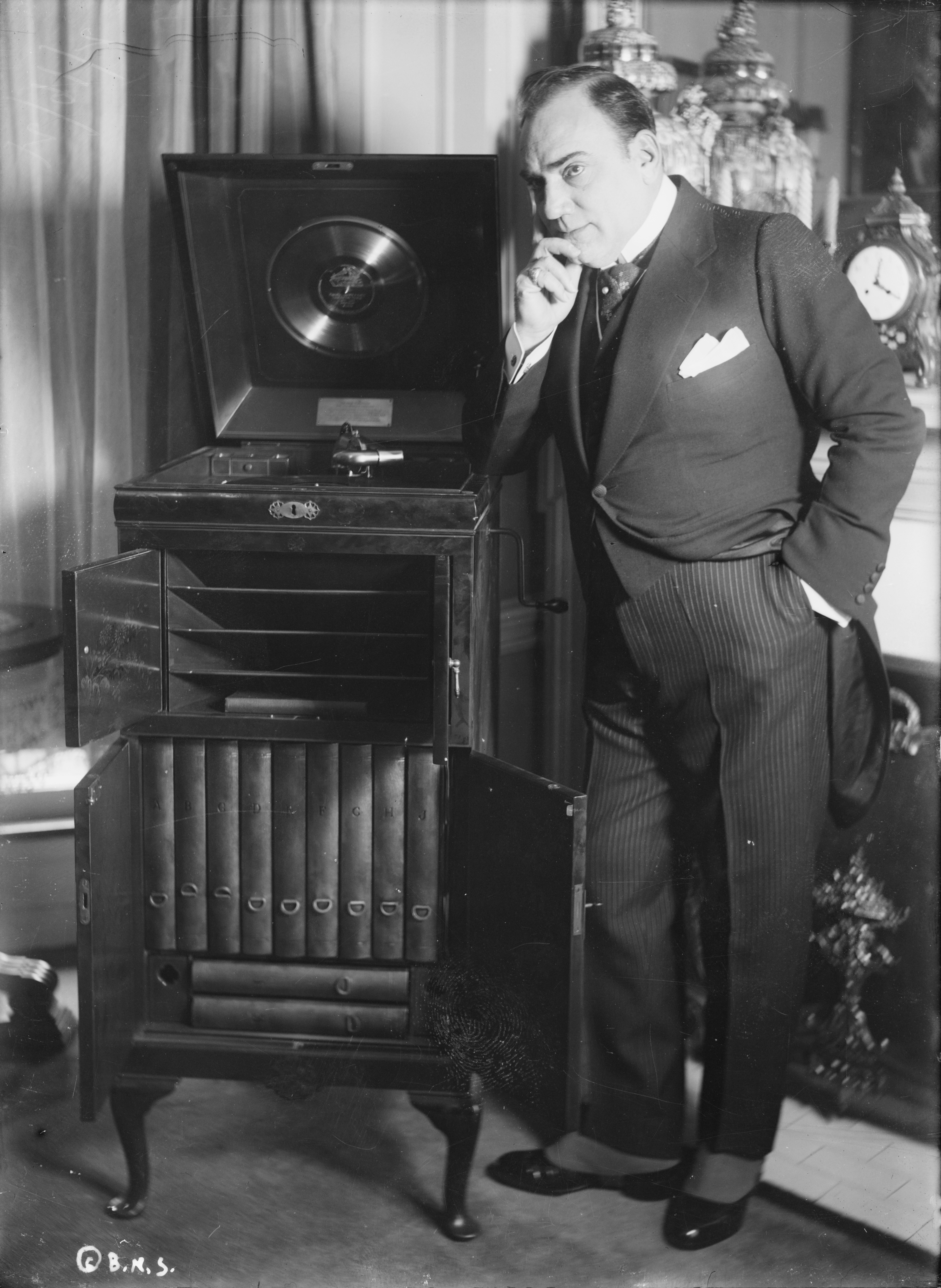
Vers 1913, Caruso à côté de son phonographe Victor Victrola.

La Première Guerre mondiale interrompt le développement de l'industrie phonographique, sauf aux États-Unis où elle prospère. En 1918, l'expiration du brevet que détenait Berliner sur son disque à gravure latérale, permet à de nombreux concurrents de commencer à produire des disques, assurant à ceux-ci un avantage commercial décisif sur les cylindres, dont la vente baisse progressivement jusqu’à l’arrêt total de la production en 1929.
Le Scientific American décrit dès 1921 un dispositif mécanique pour changer les disques ainsi que les aiguilles automatiquement et permettre ainsi l'écoute en continu d'œuvres longues. Victor en exploite un sur le modèle électrique Victor Orthophonic Victrola, capable de jouer une douzaine de disques. En Angleterre, la firme Garrard (en) en propose un modèle en 1938.
Dès 1927 apparaissent les premiers juke-box de la compagnie Automated Musical Instrument aux États-Unis. Ces machines, contenant une dizaine de disques, contribuent à un marché soutenu du disque pendant la grande dépression, avec jusqu'à 300 000 machines en 1939, représentant environ 30 millions de disques par an. Ils étaient installés dans les cafés, les salles de billard, les magasins, les restaurants bon marché, les relais routiers… Ils sont à partir de 1935 très importants dans le développement d'une culture musicale, notamment de la musique hillbilly et de la musique country.

### Disques à gravure verticale
En même temps que les disques à gravure latérale (dits « disques à aiguilles »), plusieurs compagnies diffusent à la Belle-Époque des disques à « gravure verticale » dits disques « à saphir » : Aspir, Idéal, Trianon, Phrynis, Ultima, Dutreih et surtout Pathé qui domine le marché français. La gravure est modulée en profondeur, comme sur les cylindres. On emploie pour la lecture un saphir inusable (une fine boule de verre montée sur une tige en laiton) qu'il n'est pas nécessaire de remplacer après chaque audition, comme c'est le cas avec les disques à aiguille.
En 1896, les frères Pathé fondent à Paris leur compagnie d'enregistrement de phonogravure verticale sur cylindre, associé à un procédé de reproduction par pantographe. Après une première tentative infructueuse, ils lancent leurs premiers disques en novembre 1906, en gravure verticale, en profondeur, comme pour leurs cylindres, avec pointe de lecture saphir. Les premiers disques Pathé s'identifient par leur étiquette gravée et se jouent du centre vers l'extérieur. Ils reprennent bien souvent d'anciens enregistrements édités sur cylindre. Des disques de 17, 21, 24, 29, 35 et 50 cm de diamètre sont mis sur le marché entre 1907 et 1915. La vitesse de lecture est fixée à 80 tours par minute et le départ se fait à l'extérieur. La couleur de l'étiquette indique une catégorie et un prix : le noir, les nouveautés, le bleu et le marron, les variétés, le vert, l'opéra, l'opérette, les solos instrumentaux, les orchestres symphoniques, le jaune les extraits d'opéra et le gris clair, d'autres enregistrements. En 1927, Pathé lance en France ses premiers disques à aiguille, sous l’appellation « Actuelle », sans arrêter la production de disques à saphir. Le catalogue indique les disques à aiguille par la lettre X. En janvier de la même année, la firme se lance dans l'enregistrement électrique. En 1928, la firme anglaise Columbia achète Pathé. En 1932, la compagnie arrête la production du disque à saphir.

### Évolutions, innovations et déclin
Dès février 1925, les disques sont enregistrés électriquement. En France, l'enregistrement électrique arrive à l'automne 1926 pour le gramophone, en décembre de la même année pour Odéon et Columbia et en janvier 1927 pour Pathé. La radiodiffusion concurrence le gramophone pour la consommation musicale domestique. À cette époque, les constructeurs doivent préciser que les enregistrements acoustiques et électriques peuvent être lus indifféremment sur gramophones eux-mêmes acoustiques à manivelle et pavillon, ou électriques et amplifiés, les consommateurs craignant une incompatibilité entre les deux types d'enregistrements ou de gramophones. Les premiers tourne-disque à amplification électronique sont en vente en 1927. Ils donnent un volume sonore et une qualité de reproduction supérieure, avec une pression moindre sur le disque. L'appareil, souvent de la taille d'une commode partage amplificateur et haut-parleur avec la radio. À la même époque, les phono-valises sont en plein essor[réf. souhaitée] et certains modèles portables populaires, toujours basés sur le principe mécanique-acoustique comme le HMV 102 — dérivé du C101 apparu en 1926 — sont fabriqués jusqu'à la toute fin des années 1950, juste avant l'apparition du disque microsillon.
En 1931, RCA Victor tente de commercialiser un disque 33 tours, avec un sillon de même largeur que celui du 78 tours. C'est un échec, mais il en sort le disque enregistrable enduit en acétate de cellulose, qui servira à l'enregistrement légal des radios jusqu'à l'introduction de l'enregistrement magnétique,.
En 1948, Columbia invente le disque microsillon en vinyle qui remplacera le 78 tours. C'est à cette époque qu'on commence à parler de 78 tours, pour les distinguer des formes de disques plus modernes, dits 33 tours et 45 tours. Peu avant son remplacement définitif, le 78 tours a fait l'objet d'une norme de la Commission électrotechnique internationale, visant à assurer la meilleure compatibilité des disques de toutes les productions avec les lecteurs de toutes les marques.
L'édition en 78 tours cesse aux États-Unis entre 1955, pour Columbia et Pathé et 1958, pour Philips et Columbia en Belgique et au Canada, un an après le Royaume-Uni. Au moins un million de titres avaient été enregistrés de par le monde<. La production est ensuite marginale. Le format 78 tours reste toutefois populaire quelques années encore dans le tiers-monde et en Russie : des 78 tours des Beatles (en monophonie) paraissent chez Parlophone principalement en Inde mais aussi en Argentine, Colombie et aux Philippines. Il est également utilisé pour des productions destinées aux enfants jusqu'à la fin des années 1970.

## Caractéristiques

### Matière

#### Celluloïd
Les premiers disques, expérimentaux, étaient fabriqués sur celluloïd, mais ils résistaient mal aux lectures répétées.

#### Gomme-laque

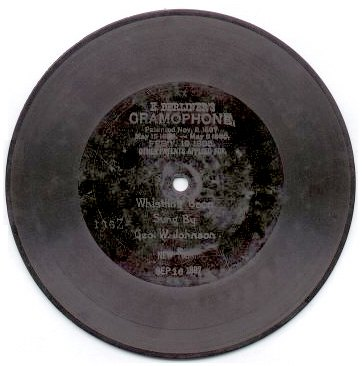
Un disque Emile Berliner Gramophone, en caoutchouc dur de 1897, dépourvu d'étiquette, le titre étant gravé au milieu en lieu et place habituel. La vitesse de rotation exigée est d'environ 55 tours par minute.

En 1889, Berliner commence la production sur caoutchouc vulcanisé pressés à partir d'une matrice en acier déposé sur cuivre ou zinc. À partir de 1897, ces matériaux ont été largement remplacés par la gomme-laque — shellac en anglais —, dont Fred Gaisberg envisagea l'utilité pour les disques. Il s'agit d'une substance obtenue à partir de la sécrétion d’un insecte de l’Asie du Sud-Est. On ajoute à cette base de l’ardoise en poudre, un peu de lubrifiant de cire. Ce mélange est déposé sur une base de composé en coton proche du papier de Manille[réf. nécessaire]. La production de disques shellac commence en 1898 à Hanovre, en Allemagne, et s'est arrêtée vers 1948.
Certains disques bon marché étaient d'épaisseur principale en carton avec seulement une fine couche de gomme-laque en surface. Le bruit de surface était généralement plus important et le son de moins bonne qualité. Des disques dits « incassables » en celluloïd ont été pressés à partir de 1904, par un procédé de Henri Lioret (1893) sur cylindres, mais produit par Lambert Co. de Chicago dès 1900. Plus robustes que les disques en gomme-laque, ils avaient pour inconvénient un bruit de surface plus important à la lecture et étaient inflammables.
À partir du milieu des années 1920, l'introduction progressive de l'amplification électrique en remplacement des appareils purement mécaniques rend le caractère de résistance à l'usure de la gomme-laque moins utile, et les compagnies recherchent d'autres matières. Le vinyle est introduit en substitution dès les années 1930 notamment pour RCA et surtout dans les années 1940,. La Seconde Guerre mondiale perturbant l'importation de la gomme-laque aux États-Unis, les fabricants de 78 tours produisirent ces derniers en vinyle, en 25 cm pour le marché intérieur et en 30 cm pour la distribution aux soldats américains en mission : ce sont les séries à étiquette V Disc, fabriqué à 8 millions d'exemplaires entre 1943 et 1949.

#### Autres matières

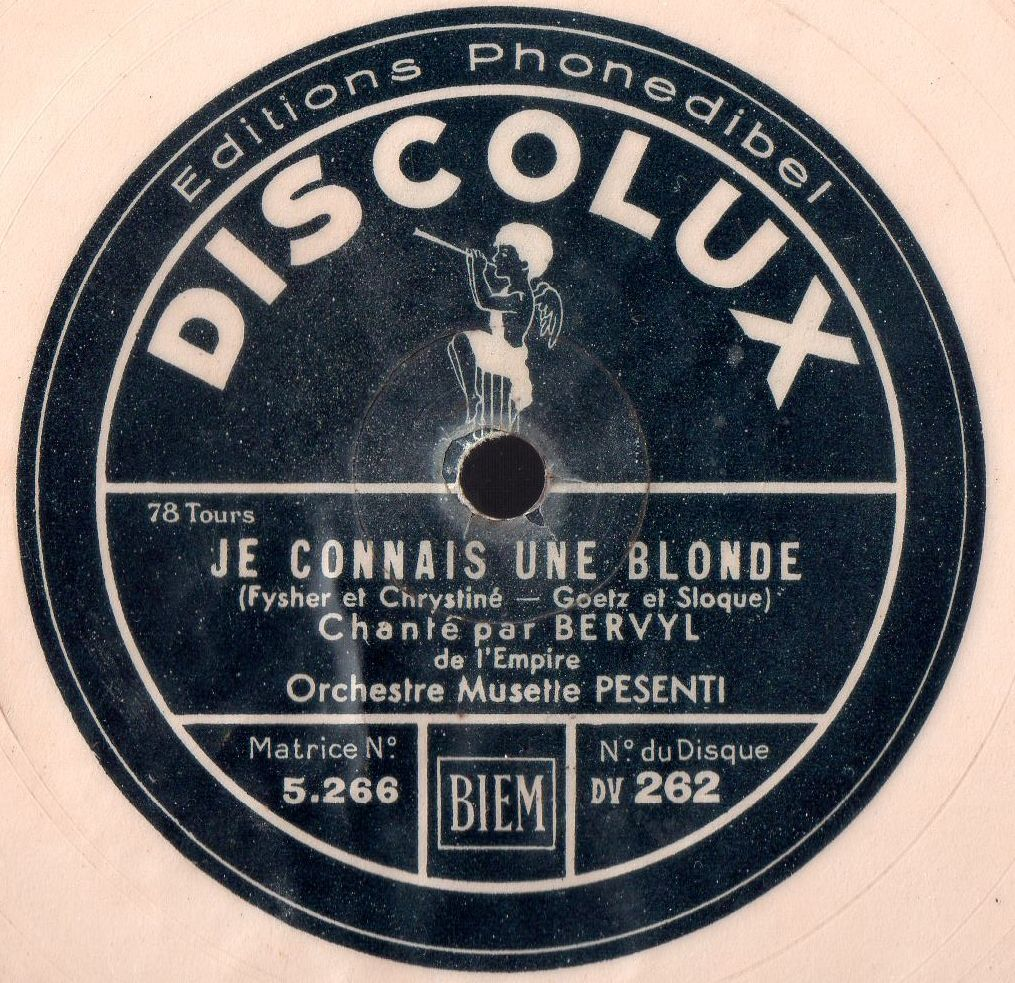
Disque souple Discolux, en Belgique, vers 1930.

Certains disques étaient fabriqués dans des matériaux originaux. En 1904, la fabrique allemande de chocolats Stollwerck commercialise des disques en chocolat ne pouvant être lisibles que pour un seul passage, destinés à être mangés ensuite.
Dans les années 1930, en pleine Grande Dépression, des disques souple et en carton sont commercialisés. Aux États-Unis, les Hits of the Week connaissent le succès. Tous les jeudis un nouveau succès paraissait et était mis en vente dans les bureaux de tabac. Leur production cesse en 1932. Les titres Hit of the Week sont repris en France sous le label Sefono. En Europe, de nombreuses petites marques diffusèrent des disques souples ou en carton rigide, telles que Orfé, Mag-nis, Discolux, Virginia (disques translucides). En Angleterre, il y eut les disques Filmophone, tout colorés, en plastique souple, les Goodson Records, etc.
En France, peu avant la déclaration de guerre, une pâte recyclée à partir des anciens disques fut mise au point. Elle nécessitait moins de matières premières de première extraction, mais sa résistance à l'usure et aux chocs était moindre, et le bruit de fond bien plus élevé qu'avec les pâtes traditionnelles des bons fabricants comme Pathé[réf. souhaitée]. L'étiquette, ou le signe gravé « NP », indiquait la matière, et de 1941 à 1944, le prix de vente était directement imprimé par le fabricant sur les étiquettes, afin d'éviter la spéculation sur le prix des disques par le marché noir à la suite de la pénurie[réf. souhaitée]. De même en Angleterre, plus de 10 millions de disques usagés furent recyclés par l'industrie.

### Vitesse de lecture et durée de l'enregistrement
La désignation « 78 tours » ne s'applique aux premiers disques que par extension rétrospective. Jusqu'au début des années 1930, ces disques pouvaient être enregistrés à des vitesses variant de 60 à 120 tours par minute ; chaque fabricant et chaque maison de disque établissait ses choix sans aucun accord sur les vitesses.
De 1905 à 1915, les disques à saphir Pathé allant du centre vers l'extérieur inscrivaient sur leurs pochettes brunes cartonnées cousues : « Les disques Pathé s'écoutent à une vitesse de 90 à 100 tours par minute ». Les disques Pathé de 1915 à 1930 environ, se reconnaissent à leur étiquette centrale représentant un coq, ainsi qu'à leur pochette bleue en papier. Ils tournent à 80 tours.
En 1925, lorsque la généralisation des appareils électriques amena la nécessité d'une unification de la vitesse de rotation, Edison utilisait 80 tours par minute, d'autres 82 tours par minute. Victor, la compagnie prédominante en Amérique, avait adopté 78 tours par minute dès 1901, et sa vitesse fut adoptée,.
En cas de nécessité d'augmentation du temps d'enregistrement, la vitesse pouvait être légèrement réduite durant la gravure en studio afin de gagner les quelques secondes manquantes. La lecture un peu plus rapide de moins de 5 %, soit un demi-ton, non signalée sur les étiquettes, était imperceptible pour la plupart des auditeurs ; peu de gens ont l'oreille absolue. La vitesse effective des phonographes électriques était en Amérique du Nord de 78,260 8 tours par minute, obtenue avec des moteurs d'entraînement synchrones tournant à 60 Hz, fréquence du courant alternatif sur ce continent et un engrenage à vis sans fin de rapport 46÷1. La fréquence du courant alternatif étant de 50 Hz en Europe, un réducteur de rapport 38÷1 donne une vitesse de rotation de 78,947 3 tours par minute. La vitesse de rotation différait donc de 0,9 % entre les deux continents, correspondant à 0,15 demi-ton de hauteur musicale.

### Diamètre des disques
Il existait plusieurs formats de disques, le temps d'enregistrement variant d'une minute par face pour les plus petits (souvent des disques publicitaires ou pour les enfants) à environ 5 minutes pour les plus grands. Le format le plus répandu était de 25 cm (soit 10 pouces), durant environ 3 minutes, suivi de celui de 30 cm (soit 12 pouces), durant environ 5 minutes, utilisé essentiellement pour la musique classique ou l'art lyrique.
Les premiers disques Pathé commençant au centre pouvaient même aller jusqu'à 50 cm. Il était difficile d'enregistrer plus longtemps à 78 tr/min sur une face. Des disques aux spires du sillon plus resserrées ont néanmoins été réalisés, comme ceux de marque « Broadcast », permettant de condenser environ 5 minutes sur un format 25 cm et 3 minutes sur 20 cm[réf. nécessaire]. Ceux-ci furent fabriqués pour la radiodiffusion chez « Pyrolac » ou dans le commerce chez « Edison Bell », pour une qualité musicale toujours correcte[réf. nécessaire]. Mais la gravure étant latérale, il est nécessaire dans ce cas de réduire la déviation, donc le volume maximal et la dynamique sonore.

### Pas de la spirale

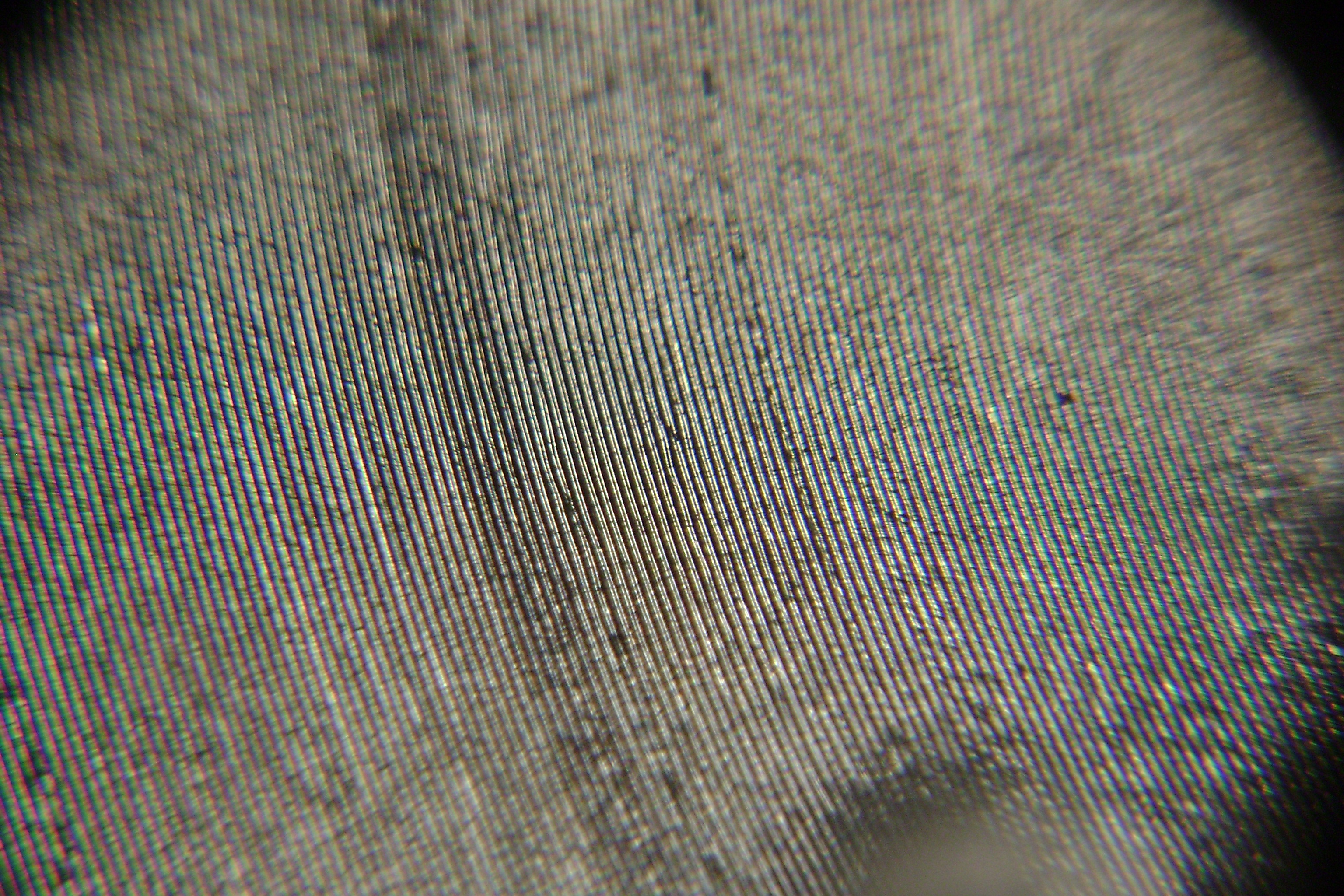
Le sillon en vue détaillée sur un 78 tours de 1925 de la firme Victor.

L'écart entre les spires du sillon détermine l'amplitude maximale du mouvement latéral de l'aiguille, qui à son tour détermine la puissance du signal sonore maximal, dans les appareils mécaniques où toute l'énergie vient de l'aiguille. Serrer les spires permet d'augmenter la durée enregistrée, au détriment du volume maximal en reproduction mécanique et du rapport signal sur bruit en reproduction électrique, puisque le bruit de frottement de l'aiguille sur le sillon reste constant. Les disques 78 tours étaient enregistrés à un pas d'au plus 8,9 spires par mm ; le sillon était large de 2 à 2,5 millièmes de pouce (60 µm).
La largeur des microsillons qui suivirent fut nettement plus petite, ce qui explique pourquoi il est préférable, pour un tourne-disques, d'utiliser deux pointes de grosseurs différentes microsillons ou 78 tours. Jusqu'aux années 1960 ces deux pointes, facilement interchangeables sur la cellule de lecture par basculement ou pivotement, ainsi que la vitesse 78 tours ; pour une meilleure sonorité et moins de bruit de surface des 78 tours sur les pick-up. À titre d'exemple, voici le diamètre des quatre tailles de diamant recommandés sur les platines modernes pour une lecture optimale, avec un minimum de bruit de surface et une bonne fidélité musicale : 100 microns pour les disques acoustiques avant 1920, 90 microns pour les disques entre 1920 et 1939, 71 microns pour les disques après 1939, et 25 microns pour les disques microsillons monophoniques (à titre de comparaison).

### Bande passante et dynamique des enregistrements
Les méthodes et les performances techniques de l'enregistrement sur disque 78 tours varient extraordinairement au cours du temps et, pour une même époque, selon la production et le fabricant. Des courbes d'égalisation variées sont appliquées, des excursions du sillon sont tolérées selon des règles propres à chaque ingénieur du son, et des normes communes ne sont élaborées qu'à la fin de la période des 78 tours ; entre 1941 et 1953, ils choisissaient entre neuf procédés recommandés différents, plus ceux particuliers aux stations de radio.

#### Enregistrement mécanique
Initialement, la bande passante des enregistrements mécaniques était comparable à celle du téléphone, de 250 Hz à 2 500 Hz, favorisant les fréquences médiums, tandis que les basses et les aiguës restent très limitées.

#### Enregistrement électrique
L'apparition de l'enregistrement électrique vers 1925 permet d'étendre la bande passante jusqu'à 60 Hz dans les basses et 6 000 Hz dans les aiguës.
L'amplification du signal électrique du microphone permet de mieux piloter le burin de gravure et de filtrer le signal pour tirer le meilleur parti de l'espace permet pour le déplacement latéral du sillon, améliorant la dynamique sonore. À la lecture, les têtes électromagnétiques, munies de pointes saphir, suivent aussi plus fidèlement le sillon, y prélèvent beaucoup moins d'énergie mécanique et usent moins le disque. Au cours du temps, la forme du sillon change : de section plutôt arrondie à l'origine, la taille en V s'est progressivement imposée à partir de 1936.

#### Améliorations techniques
Vers 1934 en France, les nouveaux microphones à ruban permettent la suppression des effets nasillards inhérents aux enregistrements acoustiques qui avaient subsisté en studio avec les microphones à charbon utilisés auparavant[réf. souhaitée]. L'industrie électronique se développe à cette époque, améliorant ses produits. Le remplacement des triodes par des pentodes produites en 1926 par de grands industriels comme Philips améliore la linéarité des amplificateurs, diminuant la distorsion. Les résistances à couche, les condensateurs électrochimiques, la meilleure conception électronique affinent la reproduction.
Le développement de la théorie des circuits et des filtres électroniques permet aux techniciens de choisir des courbes de compensation de fréquences à l'enregistrement, puis de pratiquer automatiquement un traitement dynamique du son en fonction du volume momentané de l'enregistrement afin de pouvoir limiter les crêtes fortes en douceur sans engendrer de distorsions, tout en ne diminuant pas l'ensemble général du volume du reste de l'enregistrement[réf. souhaitée]. La théorie de l'asservissement électronique par contre-réaction permet un contrôle plus précis du burin graveur. Les progrès techniques permirent une prise de son optimale d'un niveau de volume supérieur à celui obtenu quelques années auparavant, émergeant mieux par-dessus le bruit de fond dû à la relative rugosité de la surface du disque s'ajoutant à celle de la matrice servant à presser les disques du commerce. Cependant, les différences entre compagnies empêche d'en tirer pleinement parti, en adoptant, par exemple, une courbe d'égalisation commune. La norme d'enregistrement des disques 78 tours ne sera publiée qu'après le lancement du microsillon.

#### Restitution des fines aigües
À la fin de la période d'exploitation du 78 tours dans les années 1950, les techniques de microphone et d'enregistrement de plus en plus élaborées permettent d'augmenter encore la finesse des aiguës amenant à une bande passante de 30 Hz à 10 000 Hz.
La technologie s'améliorant à la suite des recherches menées par les entreprises et administrations de télécommunication, suivies par les grandes maisons de disques, notamment en France par la Columbia Française sous la présidence de Jean Bérard[réf. souhaitée] la qualité des enregistrements devient un argument de vente. Il suffit de comparer la qualité d'enregistrement des disques Columbia fabriqués dans les années 1933-1939 aux productions des autres maisons de disques, y compris les disques Pathé pourtant fabriqués par la même usine pour se rendre compte de la finesse des aiguës, de l'audibilité possible des reprises de respiration des artistes des disques Columbia de cette époque, comparée à la qualité des autres disques : ceci tenant au fait que dès 1931, la Columbia Française reçut de sa maison mère de Grande-Bretagne ses propres machines qui étaient pourvues de technologies améliorées par rapport à ce qu'il se fabriquait alors dans le reste de l'Europe[réf. nécessaire].

### Techniques d'enregistrement
Des 78 tours de test avec plusieurs pistes de fréquences différentes existaient déjà dès les années 1930. Ils servent à tester la bande passante de son pick-up électrique et de sa chaîne d'amplification[réf. souhaitée].
La nature du sillon limite les possibilités de reproduction. Le pas du sillon détermine le volume maximal. Un son aigu à fort volume produit un sillon très sinueux sur les disques. Lus sur des gramophones à tête lourde, il en résulte une usure rapide ; avec une tête légère, l'aiguille peut sauter du sillon. Nous parlons alors de compliance dynamique insuffisante[réf. souhaitée].
Il faut donc limiter volontairement le niveau des fréquences élevées. Comme à l'époque des 78 tours, il n'existait pas de norme pour la courbe de réponse, telle que la courbe RIAA pour le microsillon, permettant de compenser à la lecture l'affaiblissement effectué à l'enregistrement, les ajustements relevaient de l'art des ingénieurs du son[réf. souhaitée].

## Lecture

### Force d'appui du bras de lecture

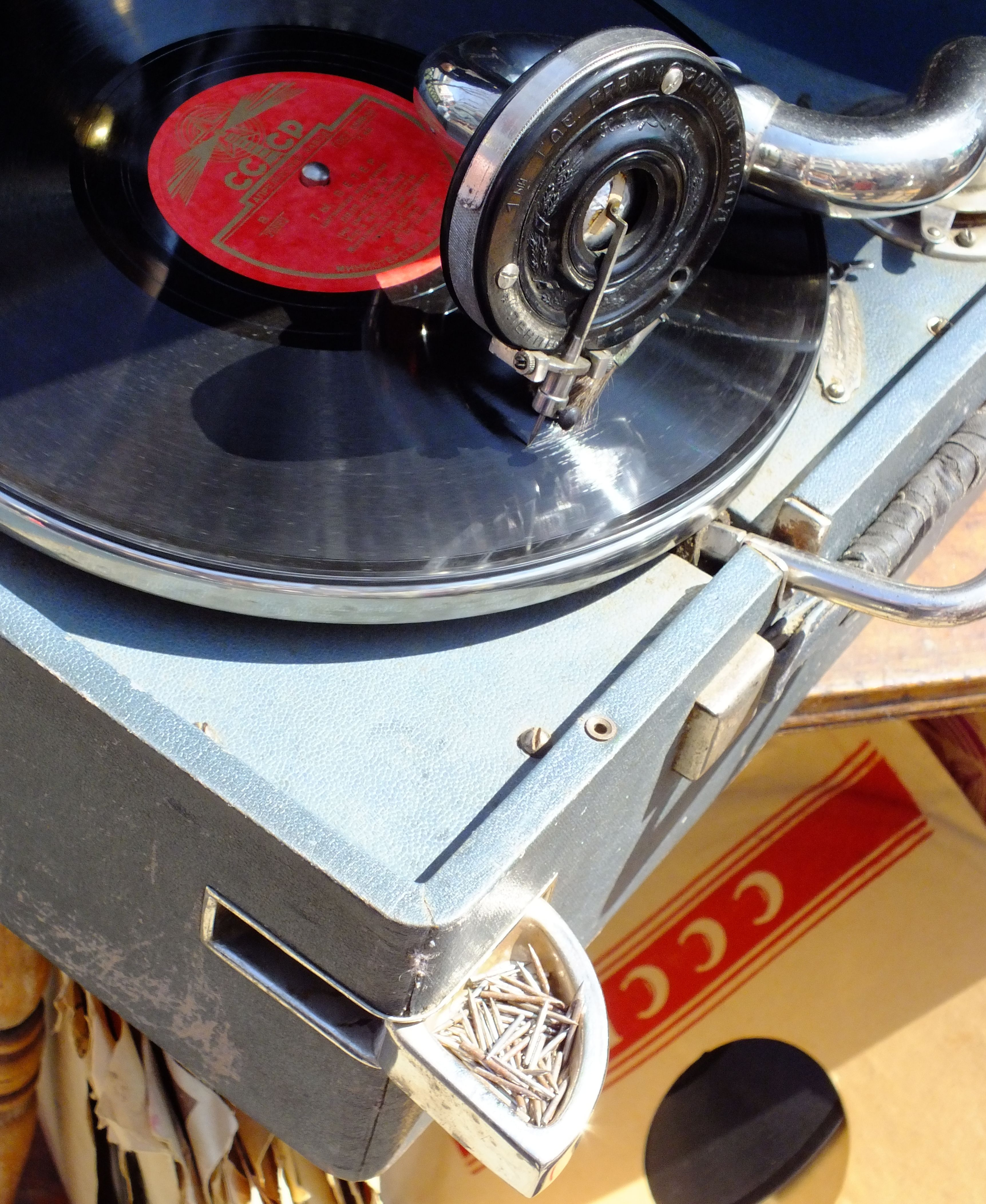
L'aiguille d'acier s'émoussant très rapidement, ce gramophone a son compartiment pour les aiguilles de rechange.

Les gramophones tirent l'énergie vibratoire nécessaire à la reproduction directement du mouvement latéral de l'aiguille dans le sillon. Une membrane et un pavillon acoustique, pouvant prendre des formes diverses, assurent la transmission de la vibration mécanique à l'air et l'amplifient.
Il faut donc extraire du mouvement latéral de l'aiguille suffisamment de puissance, ce qui impose des têtes assez lourdes pour ne pas vibrer et des forces d'appui de l'aiguille dans le sillon assez importantes pour qu'elle n'en sorte pas malgré les courbures. Les forces d'appui des bras de lecture atteignent 100 à 200 grammes[réf. souhaitée]. Le matériau du disque doit résister à l'usure, tout en étant suffisamment lisse pour limiter le bruit de frottement. Les disques souffrent cependant de l'usure, tout comme les aiguilles métalliques, qu'il faut changer à chaque audition à moins d'utiliser des aiguilles en bambou ou en épine de cactus retaillables pour allonger la durée de vie des disques[réf. souhaitée].
Souvent, pourtant par économie ou facilité, les utilisateurs utilisaient souvent la même aiguille pour plusieurs lectures, s'émoussant à l'usure et déformant à la longue les deux flancs du sillon en l'élargissant. Le signal est en conséquence distordu notamment dans les notes fortes, et le disque irrémédiablement dégradé.

### Lecture sur un pick-up tourne-disque
L'apparition des amplificateurs à lampes à la fin des années 1920, permet de ne tirer de la vibration de l'aiguille qu'une très faible puissance, tout en pouvant moduler à son goût le volume sonore. On peut dès lors diminuer la force d'appui à environ 10 grammes, et disques et aiguilles s'usent moins. Les aiguilles sont toutefois toujours à remplacer régulièrement, comme pour un gramophone[réf. souhaitée]. D'autre part, l'électronique améliore nettement la qualité de la reproduction sonore. On peut entendre plus de basses qu'avec les anciens gramophones mécaniques. Sur les premiers pick-up la vitesse est fixe, à 78 tr/min. La vitesse de rotation, indexée sur la fréquence de la distribution électrique, 50 ou 60 Hz selon les pays, grâce à un moteur synchrone est stable, limitant le pleurage.
Dans les années 1950, avec l'apparition du microsillon, un saphir synthétique, moins agressif, remplace l'aiguille métallique ou végétale, diminuant considérablement l'usure, et supprimant l'inconvénient de devoir remplacer fréquemment l'aiguille. Ces nouveaux pick-up, possèdent en outre une tête réversible, comportant deux saphirs de taille différente, permettant de lire soit les microsillons, soit les 78 tours. Lors de l'introduction du microsillon, la force d'appui sur les disques peut être réduite jusqu'à 2 grammes.

### Stockage et entretien
Malgré ce risque d'usure prématurée, bon nombre de disques 78 tours ont fait preuve d'une excellente durabilité à travers les années s'ils ont été utilisés et stockés dans de bonnes conditions, c'est-à-dire utilisés avec les bonnes aiguilles, sur des appareils à têtes pas trop lourde, et soigneusement stockés dans leurs pochettes d'origine à l'abri de la poussière, du sable, de l'eau, de l'humidité et des fortes chaleurs, notamment des rayons solaires directs ou des rangements dans un comble ou dans une cave, ce qui les ferait moisir.
Le stockage peut s'effectuer, comme pour les microsillons fabriqués depuis les années 2010, à plat par petites piles de 20 disques maximum, mais risquant de déformer ou casser sous l'effet du poids les disques du dessous de la pile, ou verticalement sur tranche, le risque minime étant d'ébrécher le bord au cours d'une manipulation trop brusque.
Le stockage s'effectuait très souvent dans des coffrets de 12 disques, très courants autrefois, mieux ordonnés et pratiques. Il risque toutefois des surépaisseurs de l'album, dues à la souplesse des cartons, pouvant voiler les disques côte à côte, si ce n'est de les casser lors du repli dans l'album.

### Aiguilles de lecture
Deux types d'aiguilles étaient utilisés pour lire les disques 78 tours, les aiguilles métalliques et les aiguilles non métalliques.

#### Aiguilles en acier

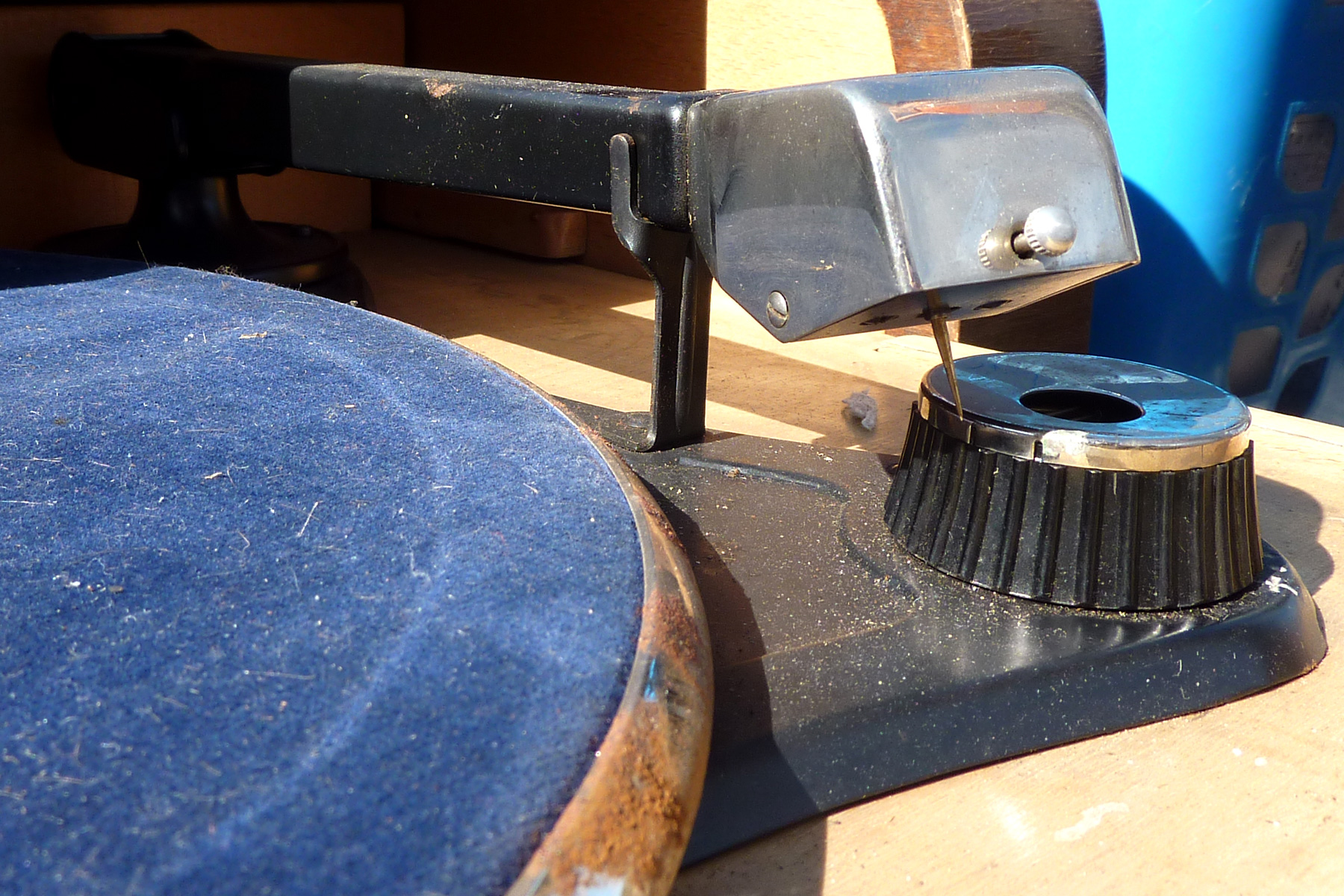
Aiguille droite en acier.

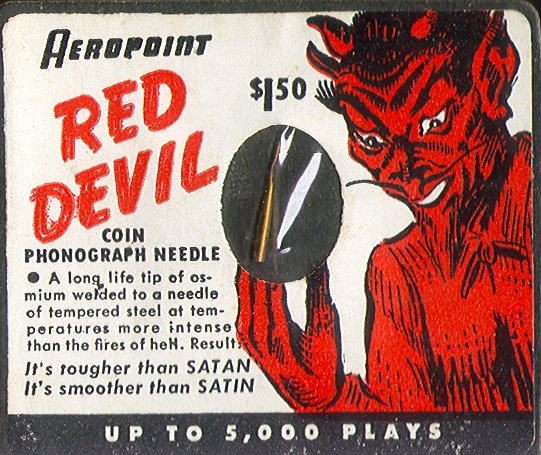
Red Devil Needle – Aiguille diable rouge.

Les « aiguilles métalliques », se trouvaient sous divers formats, allant de l'aiguille droite en acier simple à des formes plus complexes, modifiant le rendu du son, la plupart devant être changées après chaque audition. Elles étaient vendues chez les disquaires par lots d'une centaine dans des petites boîtes métalliques.
Il existe aussi des aiguilles dites « permanentes » ou « semi-permanentes », garantissant entre 10 et 50 lectures la plupart du temps de multiples avant usure. HMV lance même l'aiguille « Tungstyle » en 1924, permettant d'après leur publicité de jouer 150 faces, etc. Ces aiguilles « durables », dites semi-permanentes, bien que moins contraignantes, avaient cependant le handicap d'user plus rapidement les disques, puisque fabriquées dans des métaux plus durs que les aiguilles simples[réf. nécessaire].
Leur forme diffère selon la puissance (« pianissimo » à « forte »), voire le timbre du son désiré : le son étant généralement plus puissant avec des aiguilles au corps plus gros, et donnant de meilleures basses, avec une plus grande longueur, certaines plus fragiles mais de très bonne qualité étant effilées à leur extrémité de lecture[réf. souhaitée].
Les « légères » étaient fines et longues, les « fortes » courtes et plus larges, entre les deux des « moyennes » et parfois des « très légères » et « très fortes » étaient aussi proposées par les fabricants, notamment BOHIN (qui fabriquait également des aiguilles de couture).

#### Aiguilles en bois
Les aiguilles non-métalliques sont fabriquées en matière organique, principalement en bambou ou en épine, comme celles de rose ou de cactus. Bien moins agressives sur les disques que les aiguilles métalliques du fait[réf. nécessaire] qu'elles sont moins dures que le shellac (le liant du disque), elles ont également l'avantage sur les aiguilles métalliques de produire moins de bruit de fond et une gamme de fréquences plus étendue (étant plus flexibles que le métal[réf. nécessaire]), dans les basses. Elles pouvaient être utilisées une dizaine de fois en étant retaillées après chaque audition par un petit outil spécifique[réf. souhaitée] ou lime[réf. nécessaire].
Malgré leurs avantages acoustiques éventuels, les aiguilles non-métalliques restaient l'apanage des audiophiles et des connaisseurs : Elles devaient être stockées à l'abri de l'humidité amenant à un son voilé et la lubrification du disque à l'aide de graphite était recommandée afin d'éviter leur cassure pouvant survenir lors des passages forts, notamment de musique symphonique ou de jazz. La tête du gramophone devait également être adaptée à ces aiguilles[réf. nécessaire].

## Méthodes d'enregistrement original

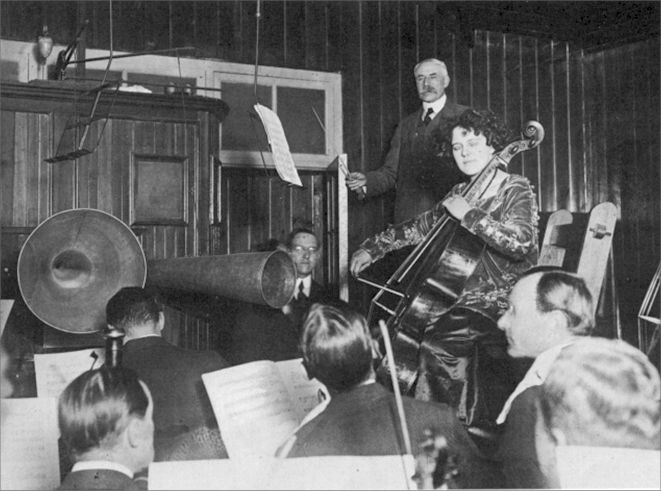
Un enregistrement pour HMV en novembre 1920 : Edward Elgar chef et compositeur et Beatrice Harrison, la soliste devant les cornets acoustiques.

### Enregistrement acoustique
Il faut distinguer deux techniques de prise de son : jusqu’en 1925, les artistes chantaient ou jouaient devant un cornet en métal, directement relié au stylet utilisé pour la gravure du disque, les 78 tours dits « acoustiques ».

### Enregistrement électrique
Des expérimentations d'enregistrement au moyen d’un microphone et d'un burin graveur électromagnétique ont eu lieu dès 1920 à l'Abbaye de Westminster de Londres, et en 1924 par les laboratoires Bell. À partir du milieu des années 1920, les 78 tours dits « électriques » sont enregistrés commercialement. Columbia enregistre aux États-Unis le premier disque électrique le 25 février 1925. Victor tente les premières expériences le même mois, et le premier enregistrement le 26 février 1925. Le procédé est déposé sous le nom d’Orthophonic Recording. Des enregistrements électriques sont disponibles au public en novembre avec des machines RCA. L'un des titres les plus vendus étant la Toccata et fugue en ré mineur de Bach dans la transcription pour orchestre de Leopold Stokowski avec l'Orchestre de Philadelphie. En France le procédé arrive en 1926 et Pathé s'y convertit début 1927.
Les basses profondes, jusqu'ici très difficiles à obtenir, purent être étendues jusqu'à 40 Hz environ pour l'enregistrement. Ce fut de même le cas de l'écoute sur les pick-up électriques à lampes amateurs restituant les basses profondes par rapport aux phonographes puis gramophones mécaniques.
André Cœuroy en 1946 décrit les étapes de l'enregistrement électrique avec micro et notamment la gravure : 

« Une ampoule rouge s'allume, le chef baisse sa baguette, l'orchestre part, l'enregistrement commence, et les ondes sonores captées par le micro passent, amplifiées, dans le laboratoire où un plateau de cire blonde et molle est sillonné par une pointe de diamant fixée à un électro-aimant à flux variable auquel aboutit le courant. Au-dessus du plateau un aspirateur absorbe les parcelles de cire arrachées par le labourage de la pointe enregistreuse. »

### Enregistrement direct sur galette
Le disque 78 tours s'enregistrait en direct, sans magnétophone intermédiaire. Il n'y avait aucune possibilité de modification après enregistrement. Si pendant l’enregistrement un problème technique ou artistique survenait, il fallait en regraver un autre, ce qui conduisait les artistes à recommencer leur morceau depuis le début.
La gravure en direct ne permettait pas non plus le montage des enregistrements. Il aurait fallu pour cela qu'on puisse relire la partie à maintenir, et passer instantanément à la gravure de la partie à ajouter.
Tout enregistrement direct sur flanc de cire, s'il est raté par une fausse note jouée ou chantée, ou par une langue fourchée ou toute autre raison, est irrémédiablement perdu et doit être recommencé avec un nouveau flanc de cire chauffée soit durant la même séance, soit lors d'une séance ultérieure, soit définitivement annulé (avec l'accord de l'artiste, du service technique et du service artistique).

### Passage par film cinématographique
À partir de 1930, on put enregistrer parfois de la musique en direct, pour une durée plus importante, en utilisant le film photographique originellement destiné au film parlant, avec possibilité de montage ensuite, bien que la qualité sonore résultante due aux transferts fut médiocre.

### Copies acétate

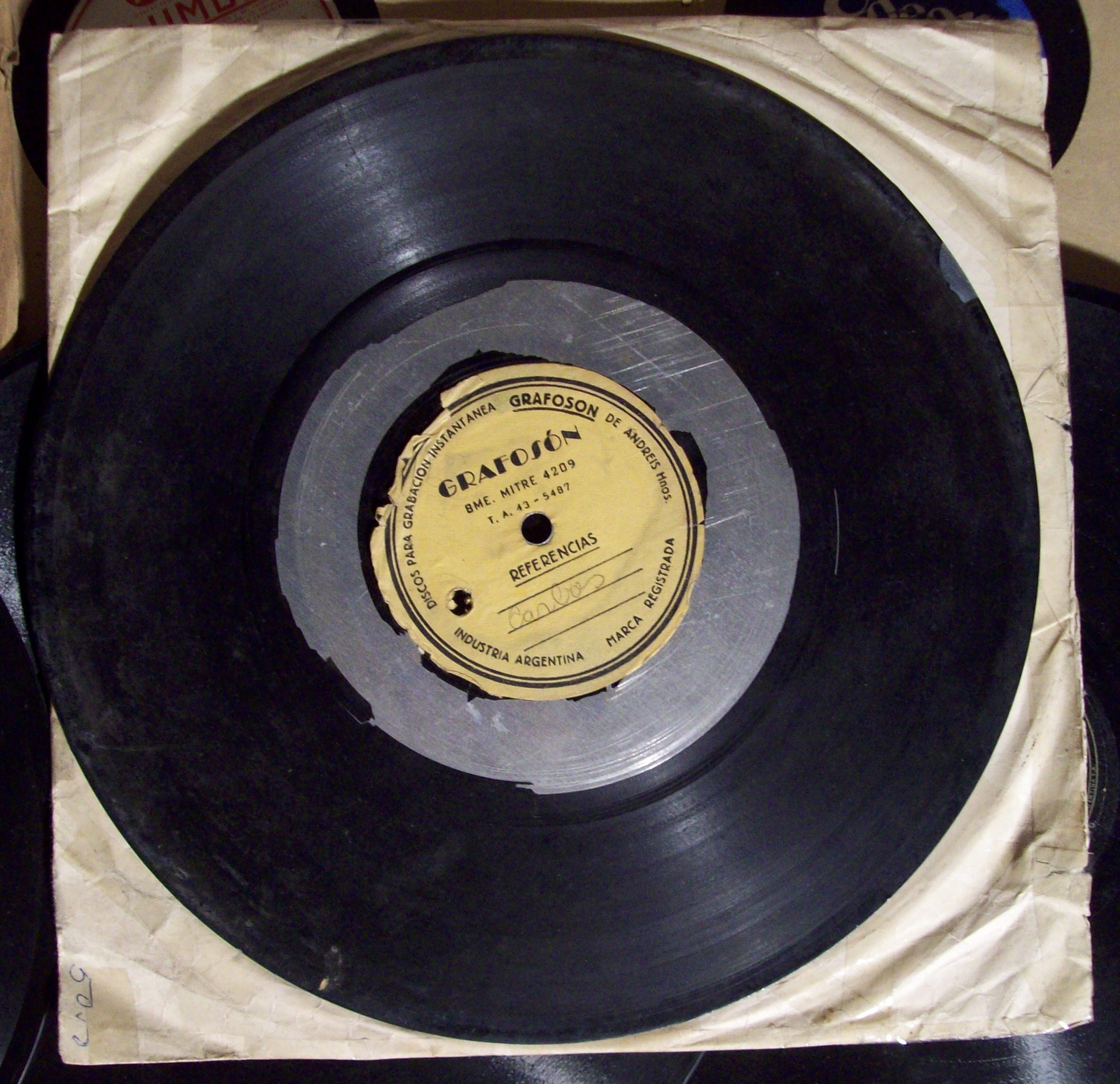
Un disque d'acétate. Au centre, la couche détériorée laisse apercevoir l’aluminium. Le second trou, excentré, sert lors de l’enregistrement pour maintenir le disque.

Le disque était normalement enregistré sur cire, souvent en deux exemplaires par sécurité. L'enregistrement sur cire ne devant pas être écouté, l'on pouvait graver en plus un disque acétate de qualité moindre, mais à lecture directe. On recouvrait le disque de cire d'une couche de zinc par galvanoplastie, et cette matrice servait ensuite, après plusieurs étapes de traitement, pour le pressage des autres disques.
Suivant les pays et les maisons de disques, un grand nombre de mères métalliques ou de matrices ont été conservées et peuvent servir pour la numérisation des fonds.

### Transferts des matrices mère ou des disques
Comme l'enregistrement par bandes magnétiques n'existait qu'anecdotiquement avant la deuxième guerre mondiale et ne fut pas utilisé par les grandes maisons de disques avant 1948–1950, la seule façon qu’ont aujourd’hui les techniciens des maisons de disques pour transférer l'enregistrement d’un 78 tours vers un support plus moderne, tel que le CD est, si le master n'existe plus, d’utiliser comme source un 78 tours du commerce. Celui-ci sera peut-être usé, et oblige à filtrer numériquement les bruits de surface et les défauts de distorsion dus à l'usure avant la recopie finale.
Si l'immense majorité des 78 tours que l'on peut trouver ont déjà été utilisés, il n'est pas rare de parvenir à découvrir des exemplaires neufs, issus de stocks d'invendus ou de collections ayant été protégées de toute utilisation depuis leur fabrication[réf. souhaitée].
Aussi les maisons de disques sérieuses font appel à des collectionneurs méticuleux en tentant de retrouver des disques neufs ou en bon état, car, sauf exception, la quasi-totalité des mères métalliques ou des matrices originales a été depuis plusieurs décennies envoyée à la fonderie et détruite par la plupart des maisons de disques au début des années 1980, préférant en France notamment réduire les coûts de stockage, quitte à se séparer de leurs propres archives sans souci du patrimoine.